# La Charrette fantôme (film, 1939)
Pour les articles homonymes, voir La Charrette fantôme.
Pour plus de détails, voir Fiche technique et Distribution.
La Charrette fantôme est un film français réalisé par Julien Duvivier, sorti en 1939.
Le film a fait partie de la sélection française du festival de Cannes de 1939, lors de la première édition finalement annulée. Adapté du roman de Selma Lagerlöf Le Charretier de la mort, il peut aussi être considéré comme étant un remake de La Charrette fantôme (Körkarlen), réalisé par Victor Sjöström, sorti en 1921.

## Synopsis
Dans une ville imaginaire entre les bas fonds et un foyer de l'Armée du salut, il s'y trouve une charrette fantomatique chargée de ramasser les dépouilles des vagabonds morts dans les rues. Une légende affirme que son grincement ne serait audible que par ceux qui sont sur le point de mourir et chaque fin d'année, celui qui meurt au douzième coup de minuit, devient à son tour, pour l'année nouvelle le charretier de la mort.
Dans un bouge, Georges, dit « l'étudiant », est blessé d'un coup de couteau et, après s'être enfui de l'hôpital, meurt au douzième coup de la Saint-Sylvestre. L'un de ses compagnons, David, fait la connaissance d'Édith, une sœur de l'Armée du salut, qui s'efforce de le ramener dans le droit chemin. La jeune fille, malade, y laissera sa vie, mais triomphera de l'esprit du mal.

## Fiche technique
- Titre : La Charrette fantôme
- Réalisation : Julien Duvivier
- Scénario : d'après le roman de Selma Lagerlöf Le Charretier de la mort
  - Adaptation : Julien Duvivier
  - Dialogues : Alexandre Arnoux
- Musique : Jacques Ibert
- Photographie : Jules Kruger, assisté de Lucien Joulin et Schneider
- Décors : Jacques Krauss, André Trébuchet
- Son : Marcel Courmes
- Montage : Jean Feyte
- Maquillage : Tourjansky
- Sociétés de production : Transcontinental Films, Columbia Pictures (France)
- Pays d'origine :  France
- Format : noir et blanc — 35 mm — 1,37:1 — son mono
- Genre : drame
- Durée : 93 min
- Date de sortie :
  - France : 14 février 1940

## Distribution
- Pierre Fresnay : David Holm, souffleur de verre, aigri et malade
- Louis Jouvet : Georges dit « l'étudiant », ami de David
- Micheline Francey : sœur Édith, malade des poumons
- Marie Bell : sœur Maria
- Ariane Borg : Suzanne
- Marie-Hélène Dasté : la prostituée
- Andrée Méry : la vieille repentie
- Mila Parély : Anna Holm
- Valentine Tessier : la capitaine Anderson
- Madame Lherbay : la vieille qui meurt
- Génia Vaury : une salutiste
- Suzanne Morlot : une salutiste
- Robert Le Vigan : le père Martin
- René Génin : le père Éternel
- Alexandre Rignault : le géant
- Pierre Palau : M. Benoît
- Jean Mercanton : Pierre Holm, frère de David, accusé à tort
- Henri Nassiet : Gustave, un compagnon de David
- Philippe Richard : le patron du cabaret
- Georges Mauloy : le pasteur
- Jean Joffre : le gardien de prison
- Marcel Pérès : un consommateur, vrai coupable du meurtre
- Jean Claudio : Pierre, un enfant de David, emprisonné
- Michel François : un autre enfant de David
- Jean Buquet : un autre enfant de David
- Jean Sylvain : un salutiste
- Georges Douking : le copain de Gustave
- Marguerite de Morlaye : la riche bourgeoise
- Jean Parédès : un salutiste
- Eugène Yvernes : un salutiste
- Édouard Francomme : un homme au cabaret
- Frédéric O'Brady : un client au cabaret
- Lucie Kieffer : une prostituée
- Marcel Chabrier

## Publication audio-visuelle
Le film a fait l'objet d'une sortie en VHS par l'éditeur René Chateau en 1990, puis une ressortie en DVD, image  remastérisée HD et son restauré, par M6 Vidéo en 2007.

## Distinction
Le film faisait partie de la sélection française pour la création du festival du film de Cannes en 1939 qui est finalement annulée.

## Autour du film
- Popeck, 3 ans, y joue le rôle d'un des petits enfants[2].